# Formule 1 in 2012

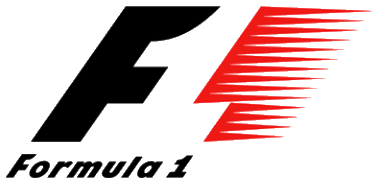
Formule 1 logo

Het Formule 1-seizoen 2012 was het 63ste seizoen van het FIA Formula One World Championship. Het startte op 18 maart en eindigde op 25 november na twintig races.
Sebastian Vettel was de verdedigende wereldkampioen. Zijn team Red Bull Racing was de verdedigende wereldkampioen bij de constructeurs. Naast Vettel kwamen er nog meer wereldkampioenen uit in dit jaar, namelijk Fernando Alonso, Lewis Hamilton, Jenson Button, Michael Schumacher en de terugkerende Kimi Räikkönen. Hiermee kwamen er voor het eerst in de Formule 1 zes wereldkampioenen uit in één seizoen.
In de Grand Prix van de Verenigde Staten wist Red Bull Racing de titel bij de constructeurs succesvol te verdedigen. Tijdens de laatste Grand Prix van het seizoen, de Grand Prix van Brazilië, wist ook Sebastian Vettel zijn coureurstitel te prolongeren.

## Kalender

Landen die in 2012 een Grand Prix organiseerden zijn getoond in het groen, voormalige organiserende landen zijn getoond in het donkergrijs.

De definitieve kalender werd op 31 augustus 2011 bekendgemaakt en telde 20 races, het hoogste aantal ooit in de Formule 1-geschiedenis tot dan toe.
| GP nr. | Ronde | GP                         | Circuit                        | Plaats                       | Datum        |
| ------ | ----- | -------------------------- | ------------------------------ | ---------------------------- | ------------ |
| 859    | 1     | GP van Australië           | Albert Park Street Circuit     | Melbourne                    | 18 maart     |
| 860    | 2     | GP van Maleisië            | Sepang International Circuit   | Sepang                       | 25 maart     |
| 861    | 3     | GP van China               | Shanghai International Circuit | Shanghai                     | 15 april     |
| 862    | 4     | GP van Bahrein             | Bahrain International Circuit  | Sakhir                       | 22 april     |
| 863    | 5     | GP van Spanje              | Circuit de Barcelona-Catalunya | Montmeló                     | 13 mei       |
| 864    | 6     | GP van Monaco              | Circuit de Monaco              | Monte Carlo                  | 27 mei       |
| 865    | 7     | GP van Canada              | Circuit Gilles Villeneuve      | Montreal (Quebec)            | 10 juni      |
| 866    | 8     | GP van Europa              | Valencia Street Circuit        | Valencia                     | 24 juni      |
| 867    | 9     | GP van Groot-Brittannië    | Silverstone Circuit            | Silverstone                  | 8 juli       |
| 868    | 10    | GP van Duitsland           | Hockenheimring                 | Hockenheim                   | 22 juli      |
| 869    | 11    | GP van Hongarije           | Hungaroring                    | Mogyoród                     | 29 juli      |
| 870    | 12    | GP van België              | Circuit de Spa-Francorchamps   | Stavelot                     | 2 september  |
| 871    | 13    | GP van Italië              | Autodromo Nazionale Monza      | Monza                        | 9 september  |
| 872    | 14    | GP van Singapore           | Marina Bay Street Circuit      | Singapore                    | 23 september |
| 873    | 15    | GP van Japan               | Circuit Suzuka                 | Suzuka                       | 5 oktober    |
| 874    | 16    | GP van Korea               | Korean International Circuit   | Yeongam                      | 14 oktober   |
| 875    | 17    | GP van India               | Buddh International Circuit    | Greater Noida, Uttar Pradesh | 28 oktober   |
| 876    | 18    | GP van Abu Dhabi           | Yas Marina Circuit             | Yas Island                   | 4 november   |
| 877    | 19    | GP van de Verenigde Staten | Circuit of the Americas        | Austin (Texas}               | 18 november  |
| 878    | 20    | GP van Brazilië            | Autódromo José Carlos Pace     | São Paulo                    | 25 november  |

### Kalenderwijzigingen in 2012
- De Grand Prix van Bahrein keerde na één jaar afwezigheid terug op de kalender.
- De Grand Prix van Duitsland werd in 2012 weer verreden op de Hockenheimring in plaats van op de Nürburgring.
- De GP van de Verenigde Staten keerde na vier jaar afwezigheid terug op de kalender. De race werd gehouden op het circuit in Austin in plaats van op het circuit in Indiana.

### Afgelast
Er kwam geen overeenkomst voor een nieuw contract tussen de Formula One Group en de organisatie van de Grand Prix van Turkije. De wedstrijd werd van de kalender gehaald op 31 augustus 2011.
| Ronde | Grand Prix     | Circuit                 | Plaats | Originele datum |
| ----- | -------------- | ----------------------- | ------ | --------------- |
| 5     | GP van Turkije | Intercity Istanbul Park | Tuzla  | 6 mei           |

### Autopresentaties
| Constructeur            | Chassis | Presentatiedatum | Presentatielocatie                     |
| ----------------------- | ------- | ---------------- | -------------------------------------- |
| Caterham-Renault        | CT01    | 25 januari 2012  | Tijdschrift & online                   |
| McLaren-Mercedes        | MP4-27  | 1 februari 2012  | Woking, Verenigd Koninkrijk            |
| Force India-Mercedes    | VJM05   | 3 februari 2012  | Silverstone, Verenigd Koninkrijk       |
| Ferrari                 | F2012   | 3 februari 2012  | Online                                 |
| Lotus-Renault           | E20     | 5 februari 2012  | Online                                 |
| Sauber-Ferrari          | C31     | 6 februari 2012  | Jerez, Spanje                          |
| Red Bull Racing-Renault | RB8     | 6 februari 2012  | Online                                 |
| STR-Ferrari             | STR7    | 6 februari 2012  | Jerez, Spanje                          |
| Williams-Renault        | FW34    | 7 februari 2012  | Jerez, Spanje                          |
| Mercedes                | F1 W03  | 21 februari 2012 | Circuit de Barcelona-Catalunya, Spanje |
| Marussia-Cosworth       | MR01    | 5 maart 2012     | Silverstone, Verenigd Koninkrijk       |
| HRT-Cosworth            | F112    | 5 maart 2012     | Montmeló, Spanje                       |

## Ingeschreven teams en coureurs
De volgende teams en coureurs namen deel aan het 'FIA Wereldkampioenschap Formule 1' 2012. Alle teams reden met banden geleverd door Pirelli.
| Inschrijving                  | Constructeur            | Chassis | Motor             | Nr. | Coureur            | Ronde      | Coureur vrije training | Ronde                 |
| ----------------------------- | ----------------------- | ------- | ----------------- | --- | ------------------ | ---------- | ---------------------- | --------------------- |
| Red Bull Racing               | Red Bull Racing-Renault | RB8     | Renault RS27-2012 | 1   | Sebastian Vettel   | Alle       |                        |                       |
| Red Bull Racing               | Red Bull Racing-Renault | RB8     | Renault RS27-2012 | 2   | Mark Webber        | Alle       |                        |                       |
| Vodafone McLaren Mercedes     | McLaren-Mercedes        | MP4-27  | Mercedes FO 108Z  | 3   | Jenson Button      | Alle       |                        |                       |
| Vodafone McLaren Mercedes     | McLaren-Mercedes        | MP4-27  | Mercedes FO 108Z  | 4   | Lewis Hamilton     | Alle       |                        |                       |
| Scuderia Ferrari              | Ferrari                 | F2012   | Ferrari 056       | 5   | Fernando Alonso    | Alle       |                        |                       |
| Scuderia Ferrari              | Ferrari                 | F2012   | Ferrari 056       | 6   | Felipe Massa       | Alle       |                        |                       |
| Mercedes AMG Petronas F1 Team | Mercedes                | F1 W03  | Mercedes FO 108Z  | 7   | Michael Schumacher | Alle       |                        |                       |
| Mercedes AMG Petronas F1 Team | Mercedes                | F1 W03  | Mercedes FO 108Z  | 8   | Nico Rosberg       | Alle       |                        |                       |
| Lotus F1 Team                 | Lotus-Renault           | E20     | Renault RS27-2012 | 9   | Kimi Räikkönen     | Alle       |                        |                       |
| Lotus F1 Team                 | Lotus-Renault           | E20     | Renault RS27-2012 | 10  | Romain Grosjean    | 1–12 14–20 |                        |                       |
| Lotus F1 Team                 | Lotus-Renault           | E20     | Renault RS27-2012 | 10  | Jérôme d'Ambrosio  | 13         |                        |                       |
| Sahara Force India F1 Team    | Force India-Mercedes    | VJM05   | Mercedes FO 108Z  | 11  | Paul di Resta      | Alle       | Jules Bianchi          | 3, 5, 8–11 13, 16, 18 |
| Sahara Force India F1 Team    | Force India-Mercedes    | VJM05   | Mercedes FO 108Z  | 12  | Nico Hülkenberg    | Alle       | Jules Bianchi          | 3, 5, 8–11 13, 16, 18 |
| Sauber F1 Team                | Sauber-Ferrari          | C31     | Ferrari 056       | 14  | Kamui Kobayashi    | Alle       | Esteban Gutiérrez      | 17                    |
| Sauber F1 Team                | Sauber-Ferrari          | C31     | Ferrari 056       | 15  | Sergio Pérez       | Alle       | Esteban Gutiérrez      | 17                    |
| Scuderia Toro Rosso           | STR-Ferrari             | STR7    | Ferrari 056       | 16  | Daniel Ricciardo   | Alle       |                        |                       |
| Scuderia Toro Rosso           | STR-Ferrari             | STR7    | Ferrari 056       | 17  | Jean-Éric Vergne   | Alle       |                        |                       |
| Williams F1 Team              | Williams-Renault        | FW34    | Renault RS27-2012 | 18  | Pastor Maldonado   | Alle       | Valtteri Bottas        | 2–5, 8–13 15–18, 20   |
| Williams F1 Team              | Williams-Renault        | FW34    | Renault RS27-2012 | 19  | Bruno Senna        | Alle       | Valtteri Bottas        | 2–5, 8–13 15–18, 20   |
| Caterham F1 Team              | Caterham-Renault        | CT01    | Renault RS27-2012 | 20  | Heikki Kovalainen  | Alle       | Giedo van der Garde    | 3, 15–18, 20          |
| Caterham F1 Team              | Caterham-Renault        | CT01    | Renault RS27-2012 | 21  | Vitali Petrov      | Alle       | Alexander Rossi        | 5                     |
| HRT F1 Team                   | HRT-Cosworth            | F112    | Cosworth CA2012   | 22  | Pedro de la Rosa   | Alle       | Dani Clos              | 5, 9–12, 16           |
| HRT F1 Team                   | HRT-Cosworth            | F112    | Cosworth CA2012   | 23  | Narain Karthikeyan | Alle       | Ma Qing Hua            | 13–14, 18–19          |
| Marussia F1 Team              | Marussia-Cosworth       | MR01    | Cosworth CA2012   | 24  | Timo Glock         | Alle       | Max Chilton            | 18                    |
| Marussia F1 Team              | Marussia-Cosworth       | MR01    | Cosworth CA2012   | 25  | Charles Pic        | Alle       | Max Chilton            | 18                    |

### Veranderingen bij de teams in 2012
- Lotus veranderde van naam en werd Caterham F1 Team
- Renault F1 Team veranderde van naam en werd Lotus F1 Team totdat het in 2016 weer Renault F1 Team werd
- Marussia Virgin Racing veranderde van naam en werd Marussia F1 Team

### Veranderingen bij de coureurs in 2012

#### Van team veranderd
- Sébastien Buemi: STR-Ferrari → Red Bull Racing-Renault (test-/reservecoureur)
- Jérôme d'Ambrosio: Virgin-Cosworth → Lotus-Renault (test-/reservecoureur)
- Daniel Ricciardo: HRT-Cosworth → STR-Ferrari
- Bruno Senna: Renault → Williams-Renault
- Vitali Petrov: Renault → Caterham-Renault
- Pedro de la Rosa: Sauber-Ferrari → HRT-Cosworth

#### Nieuw / teruggekeerd in de Formule 1
- Kimi Räikkönen: WRC (Ice 1 Racing) → Lotus-Renault
- Romain Grosjean: GP2 Series (DAMS) → Lotus-Renault
- Nico Hülkenberg: Formule 1 (Force India-Mercedes) (test-/reservecoureur) → Force India-Mercedes
- Jean-Éric Vergne: Formule Renault 3.5 Series (Carlin) → STR-Ferrari
- Charles Pic: GP2 Series (Barwa Addax Team) → Marussia-Cosworth

#### Uit de Formule 1
- Nick Heidfeld: Renault → FIA World Endurance Championship[3]
- Rubens Barrichello: Williams-Renault → IndyCar Series[4]
- Adrian Sutil: Force India-Mercedes
- Jaime Alguersuari: STR-Ferrari → Testrijder Pirelli-banden[5]
- Karun Chandhok: Lotus-Renault → FIA World Endurance Championship[6]

#### Tijdens het seizoen
- De Belg Jérôme d'Ambrosio vervangt de Fransman Romain Grosjean bij Lotus tijdens de Grand Prix van Italië. Grosjean kreeg een schorsing van één race vanwege het veroorzaken van een ongeluk tijdens de Grand Prix van België.[2]

## Resultaten en klassement

### Grands Prix
| Ronde | Grand Prix                 | Poleposition     | Winnende coureur | Winnende constructeur   | Snelste ronde      | Verslag |
| ----- | -------------------------- | ---------------- | ---------------- | ----------------------- | ------------------ | ------- |
| 1     | GP van Australië           | Lewis Hamilton   | Jenson Button    | McLaren-Mercedes        | Jenson Button      | Verslag |
| 2     | GP van Maleisië            | Lewis Hamilton   | Fernando Alonso  | Ferrari                 | Kimi Räikkönen     | Verslag |
| 3     | GP van China               | Nico Rosberg     | Nico Rosberg     | Mercedes                | Kamui Kobayashi    | Verslag |
| 4     | GP van Bahrein             | Sebastian Vettel | Sebastian Vettel | Red Bull Racing-Renault | Sebastian Vettel   | Verslag |
| 5     | GP van Spanje              | Pastor Maldonado | Pastor Maldonado | Williams-Renault        | Romain Grosjean    | Verslag |
| 6     | GP van Monaco              | Mark Webber      | Mark Webber      | Red Bull Racing-Renault | Sergio Pérez       | Verslag |
| 7     | GP van Canada              | Sebastian Vettel | Lewis Hamilton   | McLaren-Mercedes        | Sebastian Vettel   | Verslag |
| 8     | GP van Europa              | Sebastian Vettel | Fernando Alonso  | Ferrari                 | Nico Rosberg       | Verslag |
| 9     | GP van Groot-Brittannië    | Fernando Alonso  | Mark Webber      | Red Bull Racing-Renault | Kimi Räikkönen     | Verslag |
| 10    | GP van Duitsland           | Fernando Alonso  | Fernando Alonso  | Ferrari                 | Michael Schumacher | Verslag |
| 11    | GP van Hongarije           | Lewis Hamilton   | Lewis Hamilton   | McLaren-Mercedes        | Sebastian Vettel   | Verslag |
| 12    | GP van België              | Jenson Button    | Jenson Button    | McLaren-Mercedes        | Bruno Senna        | Verslag |
| 13    | GP van Italië              | Lewis Hamilton   | Lewis Hamilton   | McLaren-Mercedes        | Nico Rosberg       | Verslag |
| 14    | GP van Singapore           | Lewis Hamilton   | Sebastian Vettel | Red Bull Racing-Renault | Nico Hülkenberg    | Verslag |
| 15    | GP van Japan               | Sebastian Vettel | Sebastian Vettel | Red Bull Racing-Renault | Sebastian Vettel   | Verslag |
| 16    | GP van Korea               | Mark Webber      | Sebastian Vettel | Red Bull Racing-Renault | Mark Webber        | Verslag |
| 17    | GP van India               | Sebastian Vettel | Sebastian Vettel | Red Bull Racing-Renault | Jenson Button      | Verslag |
| 18    | GP van Abu Dhabi           | Lewis Hamilton   | Kimi Räikkönen   | Lotus-Renault           | Sebastian Vettel   | Verslag |
| 19    | GP van de Verenigde Staten | Sebastian Vettel | Lewis Hamilton   | McLaren-Mercedes        | Sebastian Vettel   | Verslag |
| 20    | GP van Brazilië            | Lewis Hamilton   | Jenson Button    | McLaren-Mercedes        | Lewis Hamilton     | Verslag |

### Kwalificatieduels
| Red Bull Racing-Renault |       |                   |
| Sebastian Vettel        | 11:9  | Mark Webber       |
| McLaren-Mercedes        |       |                   |
| Jenson Button           | 4:16  | Lewis Hamilton    |
| Ferrari                 |       |                   |
| Fernando Alonso         | 17:3  | Felipe Massa      |
| Mercedes                |       |                   |
| Michael Schumacher      | 10:10 | Nico Rosberg      |
| Lotus                   |       |                   |
| Kimi Räikkönen          | 9:10  | Romain Grosjean   |
| Kimi Räikkönen          | 1:0   | Jérôme d'Ambrosio |
| Force India-Mercedes    |       |                   |
| Paul di Resta           | 8:12  | Nico Hülkenberg   |

| Coureur           | :    | Coureur            |
| ----------------- | ---- | ------------------ |
| Sauber-Ferrari    |      |                    |
| Kamui Kobayashi   | 9:11 | Sergio Pérez       |
| STR-Ferrari       |      |                    |
| Daniel Ricciardo  | 16:4 | Jean-Éric Vergne   |
| Williams-Renault  |      |                    |
| Pastor Maldonado  | 18:2 | Bruno Senna        |
| Caterham-Renault  |      |                    |
| Heikki Kovalainen | 13:7 | Vitali Petrov      |
| HRT-Cosworth      |      |                    |
| Pedro de la Rosa  | 17:3 | Narain Karthikeyan |
| Marussia-Cosworth |      |                    |
| Timo Glock        | 13:7 | Charles Pic        |

### Raceduels
| Red Bull Racing-Renault |       |                   |
| Sebastian Vettel        | 13:7  | Mark Webber       |
| McLaren-Mercedes        |       |                   |
| Jenson Button           | 9:11  | Lewis Hamilton    |
| Ferrari                 |       |                   |
| Fernando Alonso         | 18:2  | Felipe Massa      |
| Mercedes                |       |                   |
| Michael Schumacher      | 10:10 | Nico Rosberg      |
| Lotus                   |       |                   |
| Kimi Räikkönen          | 17:2  | Romain Grosjean   |
| Kimi Räikkönen          | 1:0   | Jérôme d'Ambrosio |
| Force India-Mercedes    |       |                   |
| Paul di Resta           | 9:11  | Nico Hülkenberg   |

| Coureur           | :     | Coureur            |
| ----------------- | ----- | ------------------ |
| Sauber-Ferrari    |       |                    |
| Kamui Kobayashi   | 10:10 | Sergio Pérez       |
| STR-Ferrari       |       |                    |
| Daniel Ricciardo  | 12:8  | Jean-Éric Vergne   |
| Williams-Renault  |       |                    |
| Pastor Maldonado  | 8:11  | Bruno Senna        |
| Caterham-Renault  |       |                    |
| Heikki Kovalainen | 9:10  | Vitali Petrov      |
| HRT-Cosworth      |       |                    |
| Pedro de la Rosa  | 15:3  | Narain Karthikeyan |
| Marussia-Cosworth |       |                    |
| Timo Glock        | 13:7  | Charles Pic        |

### Puntentelling
Punten werden toegekend aan de top tien geklasseerde coureurs.
| Positie | 01e0 | 02e0 | 03e0 | 04e0 | 05e0 | 06e0 | 07e0 | 08e0 | 09e0 | 010e0 |
| Punten  | 25   | 18   | 15   | 12   | 10   | 8    | 6    | 4    | 2    | 1     |

### Klassement bij de coureurs
| Pos. | Coureur            | AUS | MAL | CHN | BHR  | SPA | MON | CAN  | EUR  | GBR | DUI | HON | BEL | ITA | SIN  | JPN  | KOR | IND | ABU  | VST  | BRA    | Punten |
| ---- | ------------------ | --- | --- | --- | ---- | --- | --- | ---- | ---- | --- | --- | --- | --- | --- | ---- | ---- | --- | --- | ---- | ---- | ------ | ------ |
| 1    | Sebastian Vettel   | 2   | 11  | 5   | 1PS0 | 6   | 4   | 4PS0 | DNFP | 3   | 5   | 4S  | 2   | 22† | 1    | 1PS0 | 1   | 1P  | 3S   | 2PS0 | 6      | 281    |
| 2    | Fernando Alonso    | 5   | 1   | 9   | 7    | 2   | 3   | 5    | 1    | 2P  | 1P  | 5   | DNF | 3   | 3    | DNF  | 3   | 2   | 2    | 3    | 2      | 278    |
| 3    | Kimi Räikkönen     | 7   | 5S  | 14  | 2    | 3   | 9   | 8    | 2    | 5S  | 3   | 2   | 3   | 5   | 6    | 6    | 5   | 7   | 1    | 6    | 10     | 207    |
| 4    | Lewis Hamilton     | 3P  | 3P  | 3   | 8    | 8   | 5   | 1    | 19†  | 8   | DNF | 1P  | DNF | 1P  | DNFP | 5    | 10  | 4   | DNFP | 1    | DNFPS0 | 190    |
| 5    | Jenson Button      | 1S  | 14  | 2   | 18†  | 9   | 16† | 16   | 8    | 10  | 2   | 6   | 1P  | DNF | 2    | 4    | DNF | 5S  | 4    | 5    | 1      | 188    |
| 6    | Mark Webber        | 4   | 4   | 4   | 4    | 11  | 1P  | 7    | 4    | 1   | 8   | 8   | 6   | 20† | 11   | 9    | 2PS | 3   | DNF  | DNF  | 4      | 179    |
| 7    | Felipe Massa       | DNF | 15  | 13  | 9    | 15  | 6   | 10   | 16   | 4   | 12  | 9   | 5   | 4   | 8    | 2    | 4   | 6   | 7    | 4    | 3      | 122    |
| 8    | Romain Grosjean    | DNF | DNF | 6   | 3    | 4S  | DNF | 2    | DNF  | 6   | 18  | 3   | DNF | EX  | 7    | 19†  | 7   | 9   | DNF  | 7    | DNF    | 96     |
| 9    | Nico Rosberg       | 12  | 13  | 1P  | 5    | 7   | 2   | 6    | 6S   | 15  | 10  | 10  | 11  | 7S  | 5    | DNF  | DNF | 11  | DNF  | 13   | 15     | 93     |
| 10   | Sergio Pérez       | 8   | 2   | 11  | 11   | DNF | 11S | 3    | 9    | DNF | 6   | 14  | DNF | 2   | 10   | DNF  | 11  | DNF | 15   | 11   | DNF    | 66     |
| 11   | Nico Hülkenberg    | DNF | 9   | 15  | 12   | 10  | 8   | 12   | 5    | 12  | 9   | 11  | 4   | 21† | 14S  | 7    | 6   | 8   | DNF  | 8    | 5      | 63     |
| 12   | Kamui Kobayashi    | 6   | DNF | 10S | 13   | 5   | DNF | 9    | DNF  | 11  | 4   | 18† | 13  | 9   | 13   | 3    | DNF | 14  | 6    | 14   | 9      | 60     |
| 13   | Michael Schumacher | DNF | 10  | DNF | 10   | DNF | DNF | DNF  | 3    | 7   | 7S  | DNF | 7   | 6   | DNF  | 11   | 13  | 22† | 11   | 16   | 7      | 49     |
| 14   | Paul di Resta      | 10  | 7   | 12  | 6    | 14  | 7   | 11   | 7    | DNF | 11  | 12  | 10  | 8   | 4    | 12   | 12  | 12  | 9    | 15   | 19†    | 46     |
| 15   | Pastor Maldonado   | 13† | 19† | 8   | DNF  | 1P  | DNF | 13   | 12   | 16  | 15  | 13  | DNF | 11  | DNF  | 8    | 14  | 16  | 5    | 9    | DNF    | 45     |
| 16   | Bruno Senna        | 16† | 6   | 7   | 22†  | DNF | 10  | 17   | 10   | 9   | 17  | 7   | 12S | 10  | 18†  | 14   | 15  | 10  | 8    | 10   | DNF    | 31     |
| 17   | Jean-Éric Vergne   | 11  | 8   | 16  | 14   | 12  | 12  | 15   | DNF  | 14  | 14  | 16  | 8   | DNF | DNF  | 13   | 8   | 15  | 12   | DNF  | 8      | 16     |
| 18   | Daniel Ricciardo   | 9   | 12  | 17  | 15   | 13  | DNF | 14   | 11   | 13  | 13  | 15  | 9   | 12  | 9    | 10   | 9   | 13  | 10   | 12   | 13     | 10     |
| 19   | Vitaly Petrov      | DNF | 16  | 18  | 16   | 17  | DNF | 19   | 13   | DNS | 16  | 19  | 14  | 15  | 19   | 17   | 16  | 17  | 16   | 17   | 11     | 0      |
| 20   | Timo Glock         | 14  | 17  | 19  | 19   | 18  | 14  | DNF  | DNS  | 18  | 22  | 21  | 15  | 17  | 12   | 16   | 18  | 20  | 14   | 19   | 16     | 0      |
| 21   | Charles Pic        | 15† | 20  | 20  | DNF  | DNF | DNF | 20   | 15   | 19  | 20  | 20  | 16  | 16  | 16   | DNF  | 19  | 19  | DNF  | 20   | 12     | 0      |
| 22   | Heikki Kovalainen  | DNF | 18  | 23  | 17   | 16  | 13  | 18   | 14   | 17  | 19  | 17  | 17  | 14  | 15   | 15   | 17  | 18  | 13   | 18   | 14     | 0      |
| 23   | Jérôme d'Ambrosio  |     |     |     |      |     |     |      |      |     |     |     |     | 13  |      |      |     |     |      |      |        | 0      |
| 24   | Narain Karthikeyan | DNQ | 22  | 22  | 21   | DNF | 15  | DNF  | 18   | 21  | 23  | DNF | DNF | 19  | DNF  | DNF  | 20  | 21  | DNF  | 22   | 18     | 0      |
| 25   | Pedro de la Rosa   | DNQ | 21  | 21  | 20   | 19  | DNF | DNF  | 17   | 20  | 21  | 22  | 18  | 18  | 17   | 18   | DNF | DNF | 17   | 21   | 17     | 0      |
| Pos. | Coureur            | AUS | MAL | CHN | BHR  | SPA | MON | CAN  | EUR  | GBR | DUI | HON | BEL | ITA | SIN  | JPN  | KOR | IND | ABU  | VST  | BRA    | Punten |

| Resultaat                       |
| ------------------------------- |
| Winnaar                         |
| Tweede plaats                   |
| Derde plaats                    |
| Gefinisht (punten behaald)      |
| Gefinisht (geen punten behaald) |
| Niet geklasseerd (NC)           |
| Uitgevallen (DNF)               |
| Niet gekwalificeerd (DNQ)       |
| Gediskwalificeerd (DSQ)         |
| Niet gestart (DNS)              |
| Gewond (INJ)                    |
| Uitgesloten (EX)                |
| Teruggetrokken (WD)             |
| Niet deelgenomen (blanco cel)   |
| P Pole position                 |
| S Snelste ronde                 |

† — Coureur is niet gefinisht in de GP, maar heeft wel 90% van de race-afstand afgelegd, waardoor hij als geklasseerd genoteerd staat.

### Klassement bij de constructeurs
| Pos. | Constructeur            | Nr. | AUS | MAL | CHN | BHR  | SPA | MON | CAN  | EUR  | GBR | DUI | HON | BEL | ITA | SIN  | JPN  | KOR  | IND | ABU  | VST  | BRA    | Punten |
| ---- | ----------------------- | --- | --- | --- | --- | ---- | --- | --- | ---- | ---- | --- | --- | --- | --- | --- | ---- | ---- | ---- | --- | ---- | ---- | ------ | ------ |
| 1    | Red Bull Racing-Renault | 1   | 2   | 11  | 5   | 1PS0 | 6   | 4   | 4PS0 | DNFP | 3   | 5   | 4S  | 2   | 22† | 1    | 1PS0 | 1    | 1P  | 3S   | 2PS0 | 6      | 460    |
| 1    | Red Bull Racing-Renault | 2   | 4   | 4   | 4   | 4    | 11  | 1P  | 7    | 4    | 1   | 8   | 8   | 6   | 20† | 11   | 9    | 2PS0 | 3   | DNF  | DNF  | 4      | 460    |
| 2    | Ferrari                 | 5   | 5   | 1   | 9   | 7    | 2   | 3   | 5    | 1    | 2P  | 1P  | 5   | DNF | 3   | 3    | DNF  | 3    | 2   | 2    | 3    | 2      | 400    |
| 2    | Ferrari                 | 6   | DNF | 15  | 13  | 9    | 15  | 6   | 10   | 16   | 4   | 12  | 9   | 5   | 4   | 8    | 2    | 4    | 6   | 7    | 4    | 3      | 400    |
| 3    | McLaren-Mercedes        | 3   | 1S  | 14  | 2   | 18†  | 9   | 16† | 16   | 8    | 10  | 2   | 6   | 1P  | DNF | 2    | 4    | DNF  | 5S  | 4    | 5    | 1      | 378    |
| 3    | McLaren-Mercedes        | 4   | 3P  | 3P  | 3   | 8    | 8   | 5   | 1    | 19†  | 8   | DNF | 1P  | DNF | 1P  | DNFP | 5    | 10   | 4   | DNFP | 1    | DNFPS0 | 378    |
| 4    | Lotus-Renault           | 9   | 7   | 5S  | 14  | 2    | 3   | 9   | 8    | 2    | 5S  | 3   | 2   | 3   | 5   | 6    | 6    | 5    | 7   | 1    | 6    | 10     | 303    |
| 4    | Lotus-Renault           | 10  | DNF | DNF | 6   | 3    | 4S  | DNF | 2    | DNF  | 6   | 18  | 3   | DNF | 13  | 7    | 19†  | 7    | 9   | DNF  | 7    | DNF    | 303    |
| 5    | Mercedes                | 7   | DNF | 10  | DNF | 10   | DNF | DNF | DNF  | 3    | 7   | 7S  | DNF | 7   | 6   | DNF  | 11   | 13   | 22† | 11   | 16   | 7      | 142    |
| 5    | Mercedes                | 8   | 12  | 13  | 1P  | 5    | 7   | 2   | 6    | 6S   | 15  | 10  | 10  | 11  | 7S  | 5    | DNF  | DNF  | 11  | DNF  | 13   | 16     | 142    |
| 6    | Sauber-Ferrari          | 14  | 6   | DNF | 10S | 13   | 5   | DNF | 9    | DNF  | 11  | 4   | 18† | 13  | 9   | 13   | 3    | DNF  | 14  | 6    | 14   | 9      | 126    |
| 6    | Sauber-Ferrari          | 15  | 8   | 2   | 11  | 11   | DNF | 11S | 3    | 9    | DNF | 6   | 14  | DNF | 2   | 10   | DNF  | 11   | DNF | 15   | 11   | DNF    | 126    |
| 7    | Force India-Mercedes    | 11  | 10  | 7   | 12  | 6    | 14  | 7   | 11   | 7    | DNF | 11  | 12  | 10  | 8   | 4    | 12   | 12   | 12  | 9    | 15   | 19†    | 109    |
| 7    | Force India-Mercedes    | 12  | DNF | 9   | 15  | 12   | 10  | 8   | 12   | 5    | 12  | 9   | 11  | 4   | 21† | 14S  | 7    | 6    | 8   | DNF  | 8    | 5      | 109    |
| 8    | Williams-Renault        | 18  | 13† | 19† | 8   | DNF  | 1P  | DNF | 13   | 12   | 16  | 15  | 13  | DNF | 11  | DNF  | 8    | 14   | 16  | 5    | 9    | DNF    | 76     |
| 8    | Williams-Renault        | 19  | 16† | 6   | 7   | 22†  | DNF | 10  | 17   | 10   | 9   | 17  | 7   | 12S | 10  | 18†  | 14   | 15   | 10  | 8    | 10   | DNF    | 76     |
| 9    | STR-Ferrari             | 16  | 9   | 12  | 17  | 15   | 13  | DNF | 14   | 11   | 13  | 13  | 15  | 9   | 12  | 9    | 10   | 9    | 13  | 10   | 12   | 13     | 26     |
| 9    | STR-Ferrari             | 17  | 11  | 8   | 16  | 14   | 12  | 12  | 15   | DNF  | 14  | 14  | 16  | 8   | DNF | DNF  | 13   | 8    | 15  | 12   | DNF  | 8      | 26     |
| 10   | Caterham-Renault        | 20  | DNF | 18  | 23  | 17   | 16  | 13  | 18   | 14   | 17  | 19  | 17  | 17  | 14  | 15   | 15   | 17   | 18  | 13   | 18   | 14     | 0      |
| 10   | Caterham-Renault        | 21  | DNF | 16  | 18  | 16   | 17  | DNF | 19   | 13   | DNS | 16  | 19  | 14  | 15  | 19   | 17   | 16   | 17  | 16   | 17   | 11     | 0      |
| 11   | Marussia-Cosworth       | 24  | 14  | 17  | 19  | 19   | 18  | 14  | DNF  | DNS  | 18  | 22  | 21  | 15  | 17  | 12   | 16   | 18   | 20  | 14   | 19   | 16     | 0      |
| 11   | Marussia-Cosworth       | 25  | 15† | 20  | 20  | DNF  | DNF | DNF | 20   | 15   | 19  | 20  | 20  | 16  | 16  | 16   | DNF  | 19   | 19  | DNF  | 20   | 12     | 0      |
| 12   | HRT-Cosworth            | 22  | DNQ | 21  | 21  | 20   | 19  | DNF | DNF  | 17   | 20  | 21  | 22  | 18  | 18  | 17   | 18   | DNF  | DNF | 17   | 21   | 17     | 0      |
| 12   | HRT-Cosworth            | 23  | DNQ | 22  | 22  | 21   | DNF | 15  | DNF  | 18   | 21  | 23  | DNF | DNF | 19  | DNF  | DNF  | 20   | 21  | DNF  | 22   | 18     | 0      |
| Pos. | Constructeur            | Nr. | AUS | MAL | CHN | BHR  | SPA | MON | CAN  | EUR  | GBR | DUI | HON | BEL | ITA | SIN  | JPN  | KOR  | IND | ABU  | VST  | BRA    | Punten |

| Resultaat                       |
| ------------------------------- |
| Winnaar                         |
| Tweede plaats                   |
| Derde plaats                    |
| Gefinisht (punten behaald)      |
| Gefinisht (geen punten behaald) |
| Niet geklasseerd (NC)           |
| Uitgevallen (DNF)               |
| Niet gekwalificeerd (DNQ)       |
| Gediskwalificeerd (DSQ)         |
| Niet gestart (DNS)              |
| Gewond (INJ)                    |
| Uitgesloten (EX)                |
| Teruggetrokken (WD)             |
| Niet deelgenomen (blanco cel)   |
| P Pole position                 |
| S Snelste ronde                 |

† — Coureur is niet gefinisht in de GP, maar heeft wel 90% van de race-afstand afgelegd, waardoor hij als geklasseerd genoteerd staat.
1950 · 1951 · 1952 · 1953 · 1954 · 1955 · 1956 · 1957 · 1958 · 1959 · 1960 · 1961 · 1962 · 1963 · 1964 · 1965 · 1966 · 1967 · 1968 · 1969 · 1970 · 1971 · 1972 · 1973 · 1974 · 1975 · 1976 · 1977 · 1978 · 1979 · 1980 · 1981 · 1982 · 1983 · 1984 · 1985 · 1986 · 1987 · 1988 · 1989 · 1990 · 1991 · 1992 · 1993 · 1994 · 1995 · 1996 · 1997 · 1998 · 1999 · 2000 · 2001 · 2002 · 2003 · 2004 · 2005 · 2006 · 2007 · 2008 · 2009 · 2010 · 2011 · 2012 · 2013 · 2014 · 2015 · 2016 · 2017 · 2018 · 2019 · 2020 · 2021 · 2022 · 2023 · 2024 · 2025 · 2026 
 Lijst van Formule 1 Grand Prix-wedstrijden